# Magyarországi cigányok

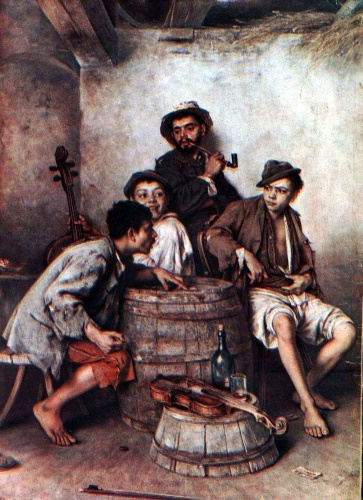
Valentiny János: Cigányfiatalság (késő romantika)

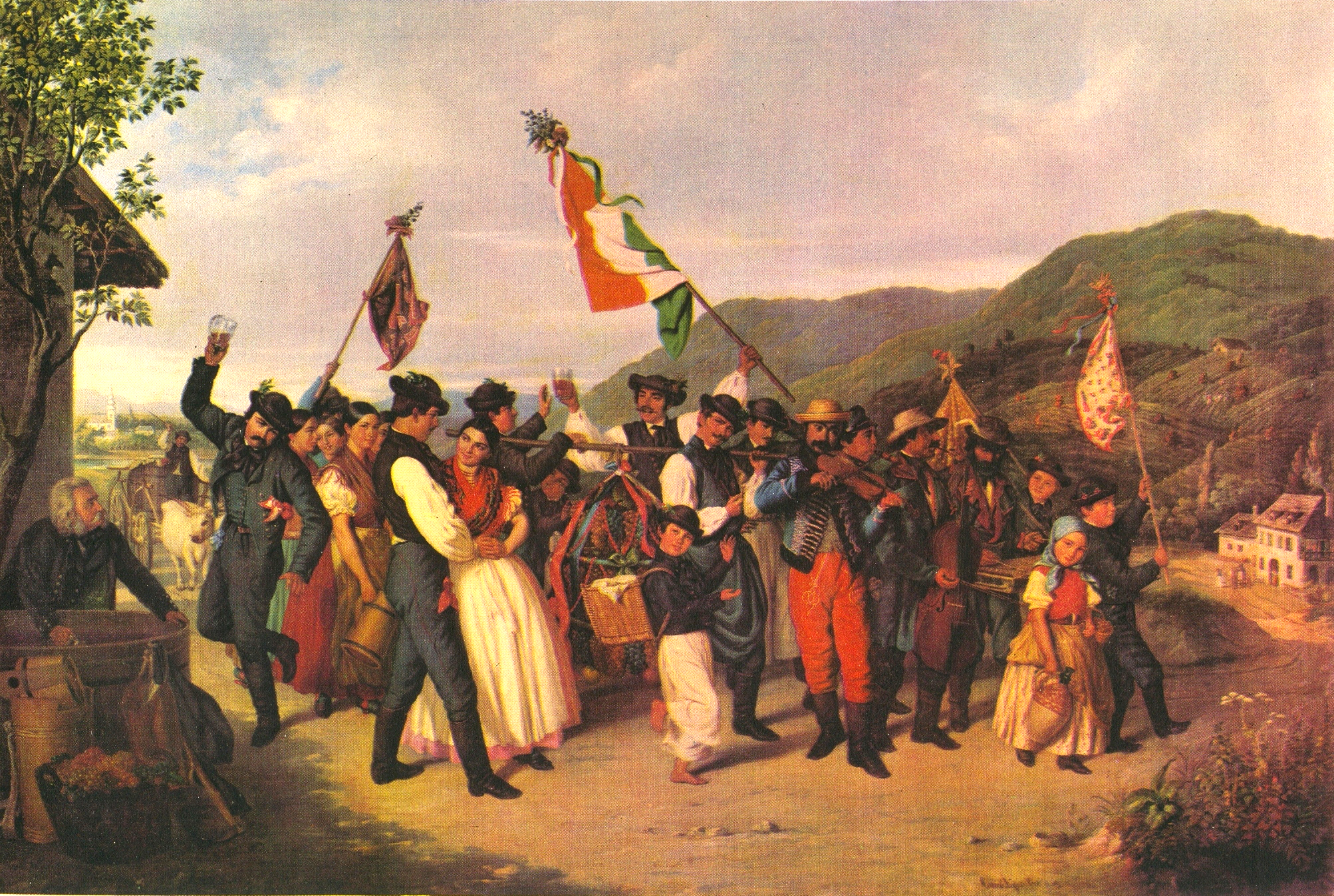
Canzi Ágost: Szüreti ünnepély Vácz vidékén (késő romantika)

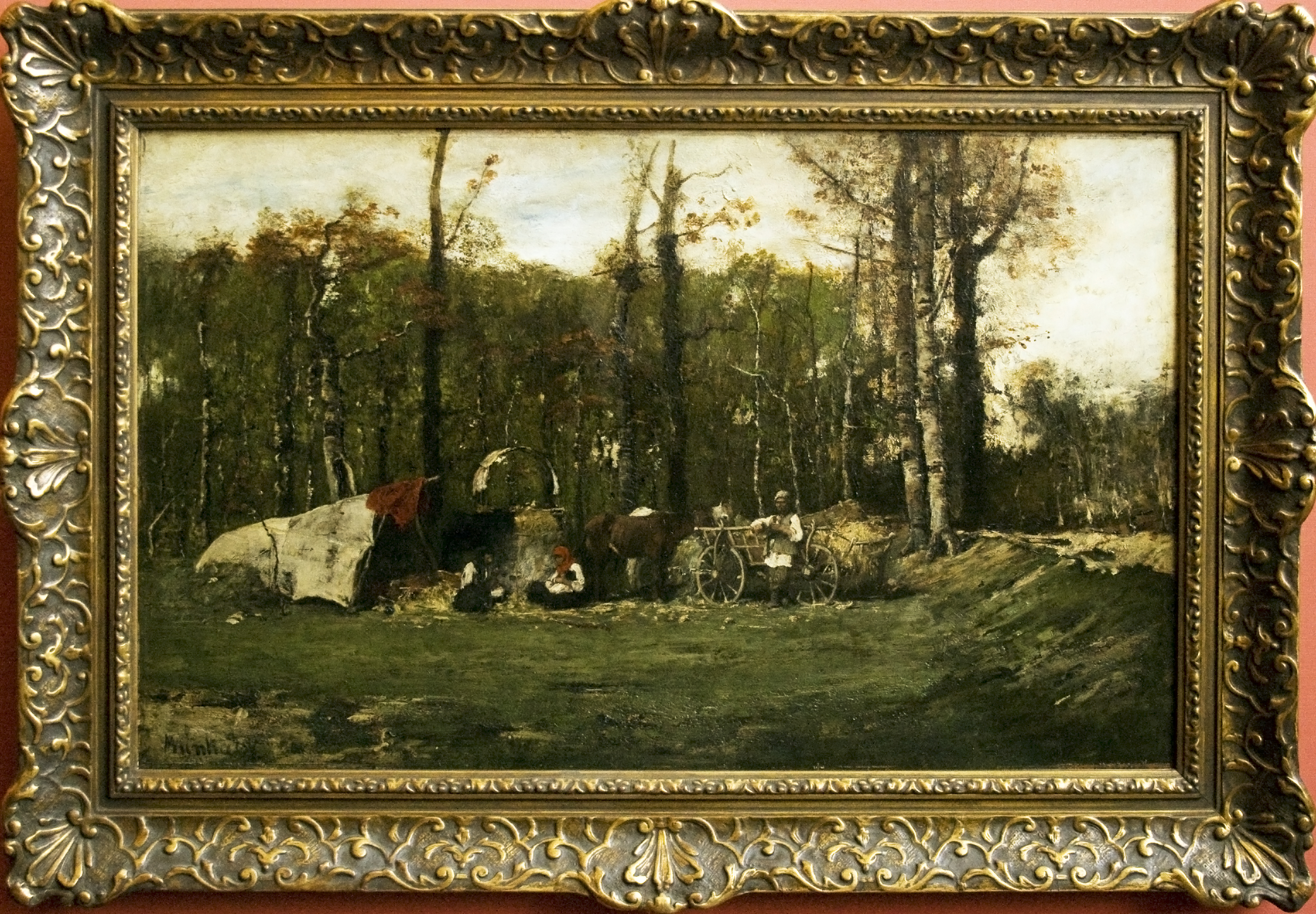
Munkácsy Mihály: Cigánytábor

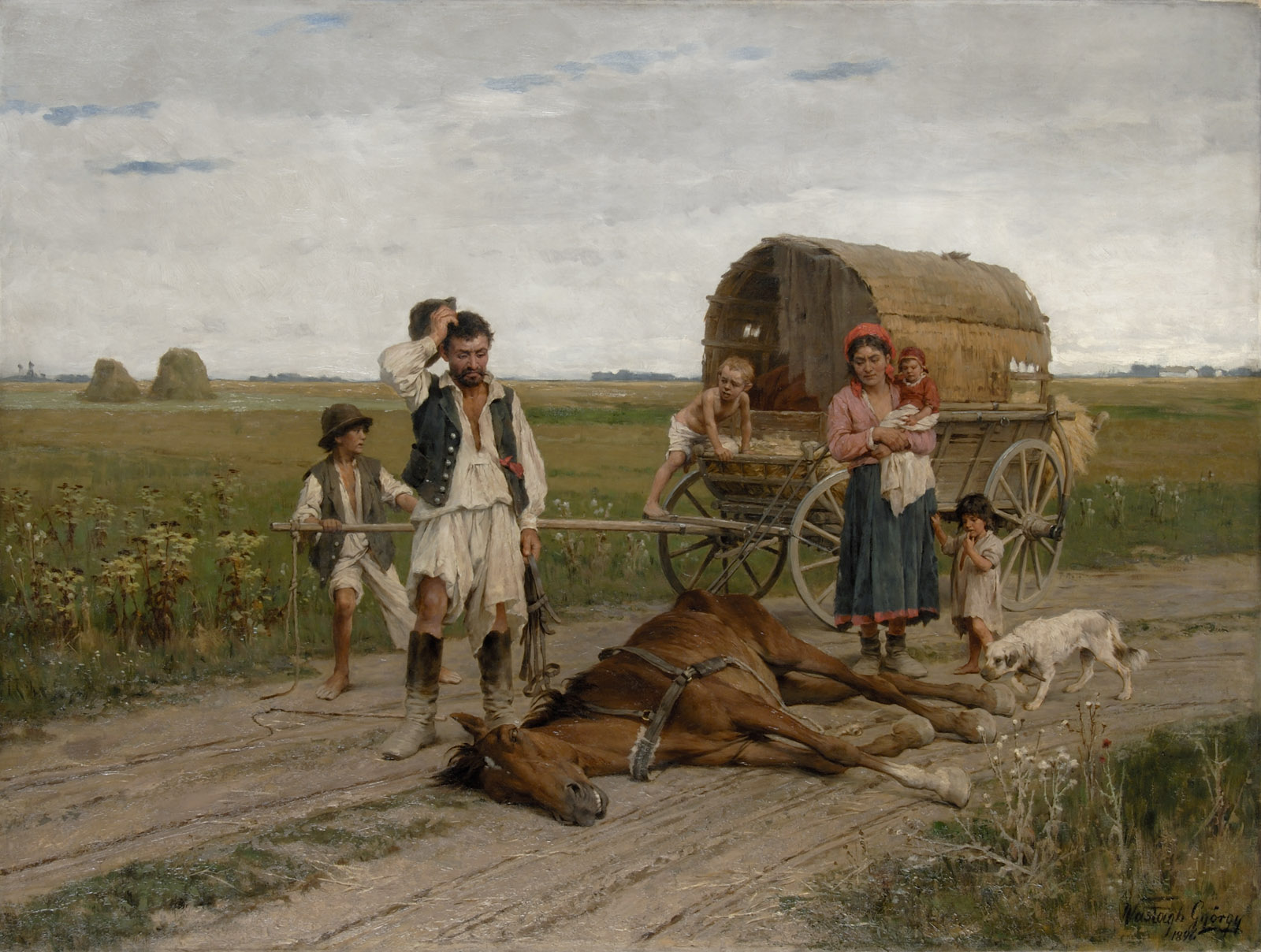
Id. Vastagh György: A kárvallott cigány, 1886. Olaj, vászon.

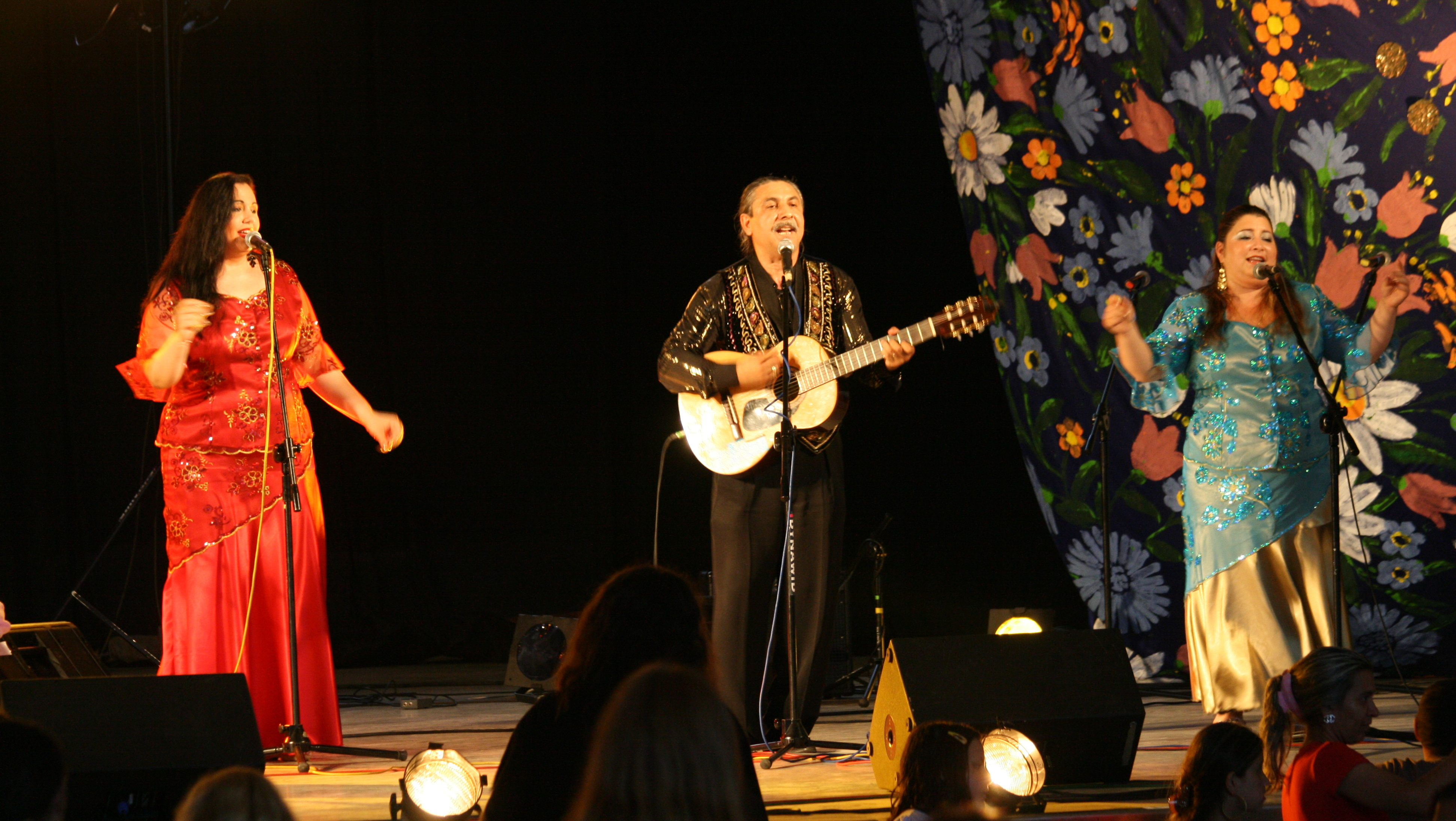
Kalyi Jag cigányzenekar

A magyarországi cigányok a cigány nép Magyarországon élő népessége. Ők alkotják az ország legnagyobb hivatalosan elismert kisebbségét. A magyarországi nemzetiségek közül ők az egyedüliek (a ruszinon kívül), akik nem rendelkeznek anyaországgal, ezért nem nemzeti kisebbségként, hanem etnikai kisebbségként határozzák meg őket. Magyarországon hivatalosan az az ember cigány, aki magát a népszámláláson, a szavazásnál, az iskolában, az önkormányzatnál cigánynak vallja, mivel az 1992-es adatvédelmi törvény alapján az etnikai hovatartozást az érintett írásos beleegyezése nélkül nem lehet nyilvántartani.
A 2001. évi népszámlálás szerint Magyarországon 190 046 fő volt a cigány lakosság lélekszáma. A népszámlálási adatok szerint Magyarország 3200 települése közül 2000-ben élnek cigányok. Budapesten kívül a három északi vármegyében legnagyobb a népességük.
A népszámlálási adatok ugyanakkor jelentősen eltérnek a szociológusok felmérési eredményeitől. A felmérések szerint szerint a magyarországi cigányok népessége jócskán meghaladja a hivatalosan közzétett adatokat. Egy 1994-es felmérésnél azt vették alapul, hogy a nem cigány környezet kiket tekint cigánynak (ez nem feltétlenül jelent valós cigány származást). Eszerint több mint 500 ezer fő a magyarországi cigányok lélekszáma (összlakosság kb. 5%-a). Más becslések szerint 6-700 ezer között van a magyarországi cigányok számát. A budapesti cigányok lélekszámát 80–100 ezer körülire becsülik.
A Központi Statisztikai Hivatal Népességtudományi Kutatóintézete által 2023-ban közzétett tanulmány 2011-ben a hazai népességen belül 554 ezer „roma kötődésű” emberről számolt be.
Életkörülményei jelentősen rosszabbak a többségi társadaloménál. Integrációjuknak többek között a pálinkafőzés liberalizációja jelentős gátat szab: az MTA Környezet és Egészség Bizottságnak a kutatása szerint az otthoni pálinkafőzés legalizációja után jelentősen megugrott a cigányok körében az amúgy is nagyon magas alkoholfogyasztás. Ez nagy szerepet játszik abban, hogy a cigányok közül kevesen érik meg az időskort, a többségi társadalom tagjaihoz képest a cigányok várható átlagos élettartama 10 évvel rövidebb, gyakoriak közöttük a daganatos megbetegedések, és magas a csecsemőhalandóság is. Sándor János, a Debreceni Egyetem Népegészségügyi Karának docense elsőként az otthoni pálinkafőzés szabályainak enyhítését említette példaként, ami rontott a cigányok egészségi állapotán.

## Elnevezéseik
A mai magyar nyelvben – más nyelvekhez hasonlóan – a roma és a cigány azonos értelmű szavak, köztük jelentésbéli különbség nincs, csak stilisztikai. Természetesen eme kifejezéseket ugyanilyen értelemben használják önmagukra nézve a különböző, csak magyarul, illetve magyarul is beszélő cigány népcsoportok Magyarországon és az egész Kárpát-medencében.
A roma kifejezés a rom szó többes számú alakja, amely „embert”, „cigány embert”, „férfit”, illetve „férjet” jelent romani (azaz cigány) nyelven, vagy a rom szó egyes számú vocativusa (megszólító / hívó eset). Jelentése kb. 'te ember!', 'te cigány!'.
A cigány elnevezés eredetije a görög ατσιγανος (atsziganosz), amelynek eredeti jelentése „érinthetetlen”. A magyarba feltehetően délszláv közvetítéssel került. Az első magyarországi írásos említések a 14. századból valók Zigan, Zygan, Zigany, Czigany, Chygan, Cygan alakban. Ezek azonban mint családnevek, illetve települések nevei jelennek meg, melyekről nem tisztázott, hogy köthetőek-e a cigányokhoz vagy sem. Mindenesetre az, hogy a cigány szó a magyar nyelvben ekkor tulajdonnévként is létezik, arra utal, hogy eredeti jelentésében már a korábbi időben meghonosodott és a nyelv szókincsének szerves részévé vált.
Érdemes még megemlíteni a cigányok „fáraók népe”, „fáraók ivadéka” elnevezését, amely arra vezethető vissza, hogy évszázadokig egyiptomi eredetűnek tartották őket. Innen ered a számos nyelvben használt, például az angolban gypsy formában létező szó, melynek jelentése egyiptomi. Ma már ismert, hogy a cigányok Indiából származnak, Egyiptom csupán egyik águknak volt hosszabb-rövidebb ideig hazája a Balkán-félszigetre való áttelepedés előtt.

## Csoportjaik
A magyarországi cigányoknak nyelvi és történeti szempontból, valamint önmaguk meghatározása szerint hat nagy csoportja különböztethető meg. A hat csoport közül három, a magyarcigányok, az oláhcigányok és a beások nagyobb létszámban élnek Magyarországon, míg három kisebb csoport, a kárpáti cigányok, a szintók és a román cigányok csupán néhány száz, illetve egy-két ezer tagot számlálnak. A magyarcigányok és a kárpáti cigányok összefoglaló neve romungrók, az alábbiakban is e név alatt tárgyaljuk őket.
| Csoport  | Romungrók                              | Romungrók                                                                      | Szintók                                                                      | Oláh cigányok                                       | Román cigányok                                                                                | Beások                              | Gábor-cigányok        |
| Csoport  | Magyarcigányok                         | Kárpáti cigányok                                                               | Szintók                                                                      | Oláh cigányok                                       | Román cigányok                                                                                | Beások                              | Gábor-cigányok        |
| -------- | -------------------------------------- | ------------------------------------------------------------------------------ | ---------------------------------------------------------------------------- | --------------------------------------------------- | --------------------------------------------------------------------------------------------- | ----------------------------------- | --------------------- |
| Nyelv    | Magyar                                 | Magyar, a cigány nyelv kárpáti cigány dialektusa                               | A cigány nyelv kárpáti cigány dialektusának szinti nyelvjárása               | A cigány nyelv oláhcigány nyelvjárásai (pl. lovári) | Román                                                                                         | Archaikus román dialektus           | Magyar, román, cigány |
| Lakóhely | A Kárpát-medence magyarlakta területei | Szlovákia és Csehország, délszláv államok. Magyarországon csak néhány közösség | Vándorolnak. Főleg Németország és Olaszország, Magyarországon kevesen vannak | Magyarország minden része                           | Magyarországon a román határ mellett, például Méhkerék, valamint Erdély románlakta területein | Az Ormánság, Füzesabony, Tiszafüred | Erdély                |

### Romungrók
Ma már jórészt magyarul, elszigetelten a kárpáti cigány dialektust beszélő cigányok, más szóval magyarcigányok (romungro = 'cigány + magyar'). Közéjük tartozik a magyarországi cigányok mintegy 75-80 százaléka. Romungricának hívják a romungro csoporthoz tartozó nőket.

#### Magyarcigányok
A magyarcigányok vagy magyar nyelvű cigányok csoportjába tartozik a magyarországi cigányok többsége, kb. kétharmada. A magyarcigányok magyar anyanyelvűek, bár vannak közöttük, akik őseik nyelvét is beszélik. Csoportjuk a kárpáti cigányoktól, a hagyományos magyarországi cigányoktól (cigány nyelvű romungrók) származik. A magyarcigányok jellemző hagyományos mestersége a cigányzenekarokban való zenélés („muzsikus cigányok”). A másik jellemző hagyományos foglalkozásuk a régiség-, ékszer- és használtcikk-kereskedelem (például régiségüzletek). A magyarcigányok a 18. században alakult ki, amikor a romungrókat Mária Terézia igyekezett erőteljes törvényi szabályozással letelepíteni – részleges sikerrel. A romungrók többsége áttért a magyar nyelv használatára, azonban eredeti nyelvük számos szavát megőrizték, ami hatással volt a magyarokra is (szleng). A magyarcigányok ma Magyarország szinte minden jelentősebb településén élnek. A Kárpát-medence több más magyarlakta vidékén (Felvidék, Székelyföld) is laknak. Külföldön önmagukat magyarnak vallják, míg szülőföldjükön általában cigányok, akik elhatárolódnak a gádzsóktól (nem cigányok).

#### Kárpáti cigányok
A kárpáti cigányok, a cigány nyelv kárpáti cigány dialektusát beszélő romungrók (ősi nevükön paibánók) a legrégebb óta Magyarországon élő hagyományos cigány csoport, őseik a 15. században érkeztek. A mai kárpáti cigányok a régi magyarországi cigányoknak attól a részétől származnak, akik megőrizték a cigány nyelvet. A másik részük a 18. században a magyar nyelvre tért át (magyarcigányok). A kárpáti cigányok önmagukra a romungrók („magyar cigányok”) megnevezést használják. Ők voltak az úgynevezett netoţi cigány rabszolgák (netód).
A kárpáti cigányok nagyobb hányada ma Szlovákia és Csehország, valamint a délszláv országok területén él. Magyarországon csak néhány közösségük található Nógrád vármegyében, Budapest környékén (Piliscsaba, Csobánka) és a Dunántúl egyes településein. Hagyományos mesterségük szerint főleg muzsikusok, szegkovácsok és vályogvetők voltak. A „kárpáti cigányok” nevet a 19. század végén kezdték használni a nyelvészek először csak a felvidéki romungrókra, így különböztetve meg őket a dunántúli és délvidéki romungróktól (lásd pl.: A Pallas nagy lexikona).
A magyar nyelv (magyar szleng) cigány jövevényszavai a kárpáti cigány dialektus romungró nyelvjárásából származnak. Ilyen romungró szavak például: csaj („lány”), csávó („fiú”), manus („ember”), vakerál, dumál (mindkét ige jelentése: „beszél”), skerál („szalad”), bazsevál („zenél”), csóró („szegény”), baró („nagy”), benga („ördög”), kéró („ház”), séró („fej”), putri, rajkó, lóvé („pénz”), kaja („étel”), pia („ital”), dzsuva („kosz”), ácsi! („állj!”), purdé („gyerek”).

### Szintók
A szintók mind kulturálisan, mind nyelvi szempontból is nagyon közel állnak a kárpáti cigányokhoz. A szinti nyelvjárást beszélik, amely a cigány nyelv kárpáti cigány dialektusának egy változata. A romungró nyelvjárástól abban különbözik, hogy számos német eredetű szót és németes nyelvtani elemet használ. A csoport tagjai önmagukat szintónak (sinto) vagy szintó romának (sinto rom) nevezik. A szintók általában ideiglenesen fordulnak meg Magyarországon, mint vándorcirkuszosok, valójában ugyanis egyes nyugat-európai országok (például Németország, Olaszország) állampolgárai. Lakhelyüket elsősorban a lakókocsik jelentik, amelyekben utaznak. Egy kisebb csoportjuk a második világháború után megtelepült Magyarországon. Ők körhintás, céllövöldés mutatványosokként járják az országot.

### Oláhcigányok
A többi fő csoporttal szemben az oláhcigányok nem egységesek, hanem tíz-tizenkét egymástól kulturálisan és nyelvjárásváltozat szerint is elkülönülő csoportjuk van, például nonestyók, lovárik, csurárik, kelderások, drizárók. Ezek a csoportok hagyományosan egy-egy mesterség művelőit is jelentették. (Például a lovárik a magyarországi lókereskedelemmel foglalkoztak.) Az „oláhcigány” kifejezés inkább a történeti és nyelvi rokonság alapján használt összefoglaló név, ugyanis ezek a cigány csoportok Havasalföld román ("oláh") fejedelemsége irányából érkeztek Magyarországra a 19. században, és a cigány nyelv különböző oláhcigány nyelvjárásait beszélik. Önmagukat romának nevezik (a saját nyelvükön rom). Az ország minden részén élnek oláhcigányok.
Az „oláhcigány” jelzőként való használata valamilyen oknál fogva azonban cigány megfogalmazásban negatív jelző. Egyik csoport sem ismeri el magát annak, általában haragosaikra alkalmazzák.

### Beások
A beások anyanyelve a román (archaikus román dialektus). Önmagukat beásnak vagy cigánynak nevezik, a roma megjelölést általában kifejezetten elutasítják. Fő foglalkozásuk a famegmunkálás (fakanál, teknő stb. készítése) volt. A hagyományos mesterségek kiszorulása óta többnyire mezőgazdasági segédmunkások lettek, illetve a férfiak jellemzően az építőiparban dolgoznak.
Három fő csoportjuk van:
- Árgyelánok – leginkább Somogy, Tolna és Baranya vármegyék területén, ahol ők a cigányok „zöme”. Tipikus vezetékneveik a Bogdán, Ignácz, Kalányos és Orsós.
- Muncsánok – Alsószentmárton és környéke. Gyakran vezetéknevük: Csinos, Morás.
- Ticsánok – leginkább Füzesabonyban, Tiszafüreden és általánosságban az Észak-Alföldön. Leggyakrabban román neveket viselnek: például Nyerlucz, Serbán, Lingurár. (Az árgyelán és muncsán közösségekkel ellentétben ők mára leginkább – olykor kifejezetten jómódú – kereskedőkké lettek. A Füzesabonyból – a Hortobágyon át – Debrecenbe vezető 33-as úton oly sűrűn látható kosár- és üstárus cigányok kivétel nélkül e közösséghez tartoznak…)

### Román cigányok
A magyarországi román cigányok kis lélekszámú csoport, akik a román határ mentén, néhány románok lakta faluban (például Méhkerék) élnek. Anyanyelvük a román köznyelv (szemben a beások archaikus nyelvjárásával). Rajtuk kívül gyakran jönnek át román cigányok Romániából is Magyarországra. Közülük kerülnek ki a magyarországi városokban kolduló cigány nők és gyerekek; a férfiak különböző portékákkal próbálnak házalni. Önmagukat általában románoknak mondják.

### Gábor-cigányok
A Gábor-cigányok (a vezetéknevükről elnevezve), más néven kalapos Gáborok Erdélyből származnak, megtalálhatóak főleg a Nyárád menti falvakban. Elnevezésüket állítólag Bethlen Gábor fejedelmünktől kapták. Ismertetőjegyeik a férfiaknál a széles karimájú fekete kalap és hatalmas bajusz, a nőknél pedig a földig érő, színes, rakott szoknya, kendő, lányoknál két copfba fonott haj, piros szalaggal. A többségük beszél magyarul, románul és cigányul is. Hagyományaikat hűen őrzik, házasságot is csak a Gábor családon belül kötnek. A gyerekeket már nagyon fiatalon kiházasítják, a fiúkat kb. 15 évesen, lányokat kb. 13-14 évesen. Általában jómódban élnek, jellegzetes foglalkozásuk a tetőfedés és egyéb bádogos munkák, de napjainkban már inkább kereskedelemmel foglalkoznak Európa szerte. Sokat utaznak, azonban a jelentős társadalmi eseményekre hazatérnek Erdélybe. Vallásukat tekintve többségben adventisták.

## Történelem

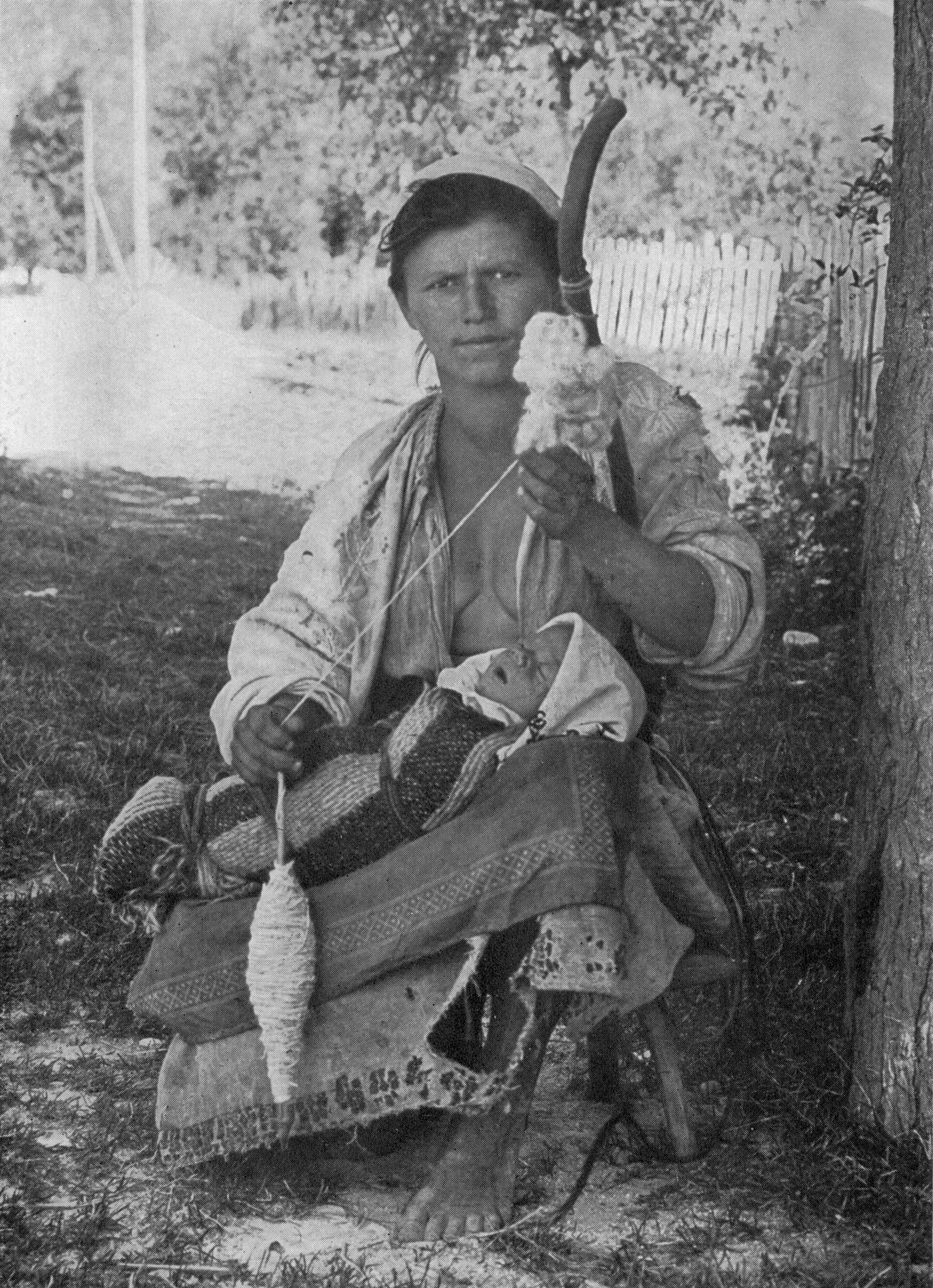
Magyarországi cigány nő 1917-ben

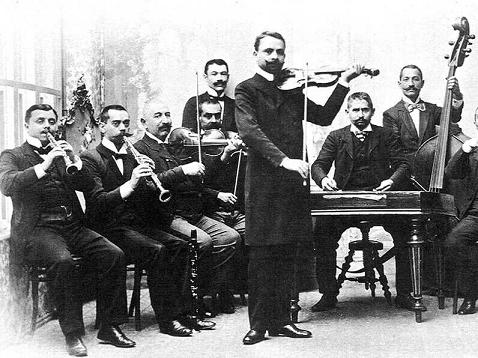
Kolozsvári cigányzenekar az 1890-es évekből

### Középkor
A cigányok a 15. század végéig Magyarországon és Kelet-Európában a megtűrt népek közé tartoztak, Nyugat-Európában – elsősorban vándorló életmódjuk miatt – hamarosan szembekerültek az ottani törvénykezéssel. Kezdetben megpróbálták őket visszaszorítani a közép- és kelet-európai területekre. Majd miután ez részben sikertelennek bizonyult, egyre szigorúbb és kegyetlenebb intézkedéseket hoztak ellenük. Skóciában és Angliában a 16. század elejéig ötezer cigányt végeztek ki. Franciaországban 1595-ben parlamenti határozatot hoztak kiirtásukra. Svédországban és Dániában 1662-ben rendelték el halálbüntetésüket, amennyiben nem hagyták el az országot. A Német-Római Birodalomban is megkísérelték kiszorítani őket, de ez a 18. század elejéig nem sikerült.
Magyarországon a cigány-magyar ellentét komolyabb formában nem vetődött fel a 16. század elejéig. Részben azért, mert az itt élő cigányokat mezőgazdasági, ipari munkánál tudták alkalmazni, s így hellyel-közzel rövid ideig le tudtak telepedni. Főleg a fémművességben szereztek jártasságot, a puskapor, puskagolyó, ágyúgolyó készítésében, tűzmesterként, fegyverkovácsként dolgoztak. A magyar uralkodók kémekként is felhasználták őket, értékes információkkal szolgáltak a török csapatok mozgásáról. Persze nemcsak a magyaroknak, hanem a törököknek is dolgoztak. Ebben az időszakban főleg a török források nyújtanak róluk bővebb információt: fegyverkovácsként, borbélyként, cigányzenészként és hóhérként dolgoztak a török seregben is.
Magyarországon először Beatrix királyné környezetében találkozunk zenész cigányokkal, 1489-ben. Gömör vármegyében a 17. század végén jelentek meg. Az egyes uradalmak és falvak keretei között éltek. A vajda parancsolt nekik, akit bár a cigányok választottak, a földesúr erősített meg hivatalában. Viselkedésükért, erkölcseikért, tetteikért a vajda tartozott felelősséggel. Egyben ő volt a bíró is, de mivel alattvalói ellenőrizhették ítéleteit, gyakran egyet nem értés, háborúskodás alakult ki közöttük. Emiatt meglehetősen sokszor volt vajdaválasztás.
(Forrás: Ács Zoltán - Nemzetiségek a történelmi Magyarországon)

### Letelepedés
A 18. században Mária Terézia és II. József több rendeletet hoztak a cigányok letelepítésére, amit a hatóságok erőszakkal, elrettentő büntetések alkalmazásával hajtottak végre. A cigányoknak a falvak határában telepeket jelöltek ki, ahol kunyhókban laktak (cigányputrik). Az addig vándormesterségből élő cigány kézműveseknek megtiltották új lakóhelyük elhagyását. Így az addigi megélhetésüktől megfosztották őket, mivel az edényjavítás, a fémmunkák, a késélezés vagy a teknővájás folyamatos helyváltoztatást igényelt. A szigorúan felügyelt intézkedések részleges sikerrel jártak. Végleg megmaradt a cigánytelepeken a cigányok egy része, azok akik a helyi falusi lakosság szükségleteit kielégítve letelepültként is tovább tudták gyakorolni iparukat. Más részük viszont az erőszakos asszimiláció elől a nyugatabbi országokba vándorolt.
Az itt maradottak a 18. századtól fokozatosan áttértek a magyar nyelv használatára. A 19. században a falusi kovácsműhelyek többségében magyarcigányok dolgoztak. A reformkorban művészetükkel nagy hatást gyakoroltak a magyar nemzeti zene fejlődésére, Liszt Ferencre és másokra, de közülük is többen világhírre tettek szert, például Dankó Pista a 19. század végén. A szabadságharc idején a magyarcigányok a magyar ügy mellé álltak, és fegyverjavítóként, ágyúöntőként, valamint tábori muzsikusokként szolgáltak, többek között az országos verbuválást segítve. A legmagasabb rangig a Kossuth Lajos cigány hadnagyaként ismert Sárközi Ferenc cigánymuzsikus vitte.
Balogh János, iskolát járt muzsikus cigány volt az első, aki cigány nyelvű nyomtatványt jelentetett meg, ezzel a címmel: Legelső czigány imádságok, mind a két magyar hazában lévő czigány nemzet számára. Esztergom, 1850. Ő készítette az első Magyar-cigány szótárt is.
A század végén Habsburg József főherceg, Magyarország különc életű trónörököse, sokat időzött a magyarcigányok között a telepeiken, elkészítette az idősek által még beszélt cigány nyelv első nyelvtanát és cigány szótárat is írt. Az így megismert cigány családokat végül a saját magyarországi birtokán telepítette le.

### Újabb bevándorlás

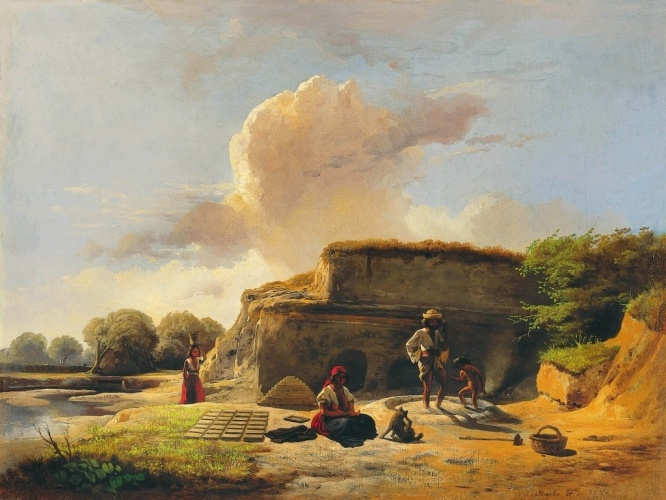
Markó Ferenc: Vályogvetők (1870 körül)

A 19. század elejétől érte el a cigányok második nagy bevándorlási hulláma Magyarországot. Ekkor érkeztek a román (oláh) fejedelemségek felől a mai oláhcigányok és beások elődei. Az oláhcigányok – akárcsak korábban a magyarcigányok – szekérkaravánjaikkal (cigánytáborok) peripatetikus vándorlást folytattak, különböző kelendő szolgáltatásokat kínálva a letelepült falusiaknak (rézmegmunkálás, köszörűsség, lópatkolás, vályogvetés, kosárfonás, medvetáncoltatás stb.). A lovári közösségek tagjai a 19. századtól kezdve a magyarországi vásárok leghíresebb lókereskedői lettek, akik lószeretetükről és szakértelmükről voltak ismertek.
A beások szintén különböző mesterségeket kínáltak, ők azonban letelepedtek a falvak mellett. Eredetüket tekintve is már letelepedett romániai cigányok voltak, akiknek elődei a román fejedelemségek területén csoportos rabszolgaságban éltek a román bojárok (földbirtokosok), az állam és az ortodox egyház tulajdonaként. Csak a 19. században, 1856-ban került sor a modern Románia megteremtésével a rabszolgafelszabadításra, és a román cigányok egy része ekkor Magyarországra költözött. Ugyanakkor bizonyítható, hogy a Dél-Dunántúlon már a 18. században is éltek román anyanyelvű famunkás cigányok.

### Konfliktusok és üldözés
1782-ben Hont vármegyében 41 vándorcigányt végeztek ki 31 ember állítólagos megöléséért és megevéséért, amire viszont soha semmilyen bizonyítékot nem találtak és a vádlottak csakis kizárólag kínzás hatására vallották magukat bűnösnek (lásd nyúzóvölgyi vérengzés).
Az 1893-as népszámlálás adatai szerint a Kárpát-medence egyes településein élő, tehát letelepült cigányok létszáma 275 000 fő volt. A 20. században a tömeggyártású iparcikkek elterjedése a hagyományos cigány foglalkozásokat faluhelyen is feleslegessé tette. A két világháború között törvények is korlátozták a vándormunkát. Hagyományos ügyfélkörük elvesztésével a cigányok nagyobbik része munkanélkülivé vált, ez társadalmi konfliktusokhoz vezetett. 1944-ben a nemzetiszocialisták Németországban és máshol, így Magyarországon is népirtást követtek el a cigányok ellen. A porajmos („elemésztés”) során 30-70 000 dunántúli cigányt, köztük gyerekeket, nőket és öregeket deportáltak németországi koncentrációs táborokba. Karsai László történész, a magyarországi holokauszt kutatója, szerint kb. 5000-re tehető azon cigányok száma, akiket 1944-45-ben etnikai hovatartozásuk miatt meggyilkoltak, álorvosi kísérletekkel megkínoztak és megnyomorítottak, és akik haláltáborokban vagy munkaszolgálaton haltak meg. Forrás:
Teleki Erika: A cigany holokauszt

### Pártállami időszak
A második világháború utáni földosztásból a cigányokat teljes egészében kihagyták. Az 1956-os forradalomban számos magyarcigány is részt vett.
A szocializmus évtizedeiben a pártállam politikai felfogása nem etnikai, hanem kizárólag szociális problémának tekintette a „cigánykérdést”, és eszerint igyekezett megoldást találni rá. Az urbanizáció és az állami nagyvállalatok munkaerőigénye a lakóhelyüktől távoli ipari centrumok felé vonzották a cigány lakosságot, sok vidéki férfi „ingázott”, vagyis hétközben a városi munkahely által biztosított munkásszálláson lakott. A korszakra jellemző teljes foglalkoztatottság miatt a legtöbb cigány könnyen kapott munkát. Sokan közülük szezonális, alacsony képzettséget igénylő segédmunkákban. Az 1960-as évek végétől megkezdődött a cigánytelepek felszámolása, a cigányok kedvezményes kölcsönt kaptak a lakásvásárláshoz, sok faluban a megüresedett öreg házakat birtokba vehették. A cigányok letelepítése, falvakba költözése azonban helyenként társadalmi ellenállásba ütközött. Egyes ilyen településeken az ingatlanok leértékelődtek, ami fokozta a falu őslakosságának elvándorlását. Bizonyos kistelepüléseken a cigányok így többségi lakossággá váltak.

### A rendszerváltás után
A rendszerváltás után drasztikusan megnövekvő munkanélküliség leginkább a cigányok alacsony képzettségű csoportjait érintette. Ez tömeges elszegényedéshez vezetett, amellyel arányosan növekedett és vált normává az őket sújtó strukturális rasszizmus és osztályizmus. 2019-ben 76 százalékuk élt a létminimum alatt. Közülük sokan a közfoglalkoztatás 2011-től kiterjesztett rendszere által jutnak rendszeres jövedelemhez. (Amit mindössze az utóbbi években elterjedt vérplazma-adás egészít ki.)
A strukturális rasszizmus egyik példája az oktatási rendszeren belüli szegregáció. A cigány és nem cigány gyerekek iskolai elkülönítése az 1990-es évektől kezdődően fokozatosan erősödött Magyarországon, és mára az etnikai kisebbséghez tartozó tanulók nemzetközi összehasonlításban is kiemelkedően hátrányos helyzetbe kerültek. Egy stratégiai jelentőségű, országos per huszonnyolc iskolában vizsgálta a cigány tanulók szegregációját. Az ügyben eljáró bíróságok megállapították, hogy az oktatási hatóságok elmulasztották a szegregációval szembeni fellépést, ezzel megsértve az egyenlő bánásmódra vonatkozó törvényi előírásokat. A 2000-es években Magyarország-szerte számos hasonló ügyben született bírósági döntés, amely megállapította, hogy a helyi hatóságok és oktatási intézmények felelősek a cigány diákok jogellenes szegregációjáért.
Függetlenségi törekvések
Az önálló cigány ország ötlete a 2000-es évek elején fogalmazódott meg néhány cigány értelmiségi fejében. 2014-ben Ladányi János szociológus majd 2017-ben az Opre Roma Párt vezetője Kamarás István vetette fel az önálló cigány tartomány létrejöttét.

## Demográfiai jellemzők

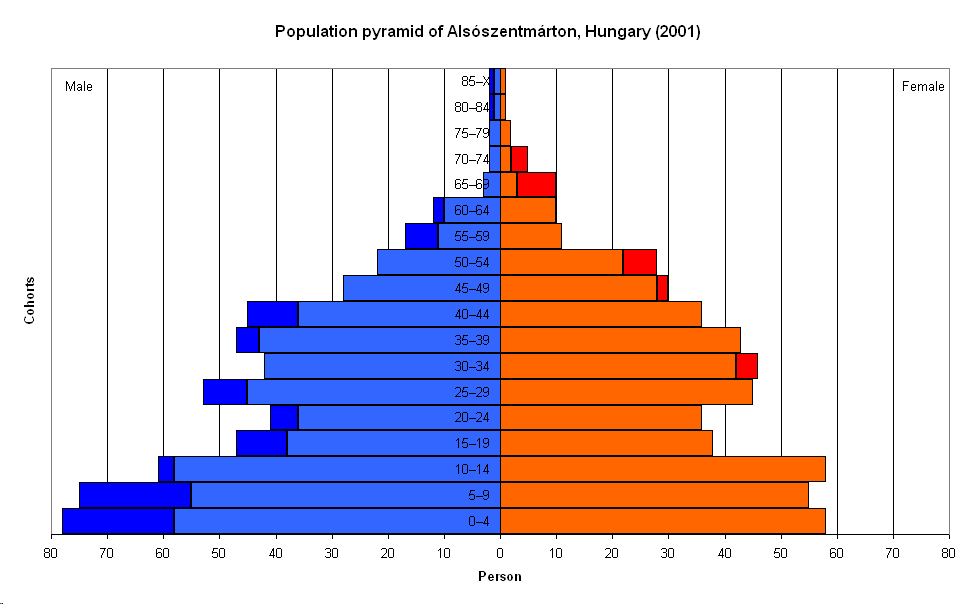
A teljes mértékben cigány lakosságú Alsószentmárton korfája 2001-ben. Megfigyelhető, hogy leginkább a fejlődő országok korfájára hasonlít, különösen népesek a rendszerváltás után született generációk, a születések száma folyamatosan növekszik, a népesség fiatalodik.

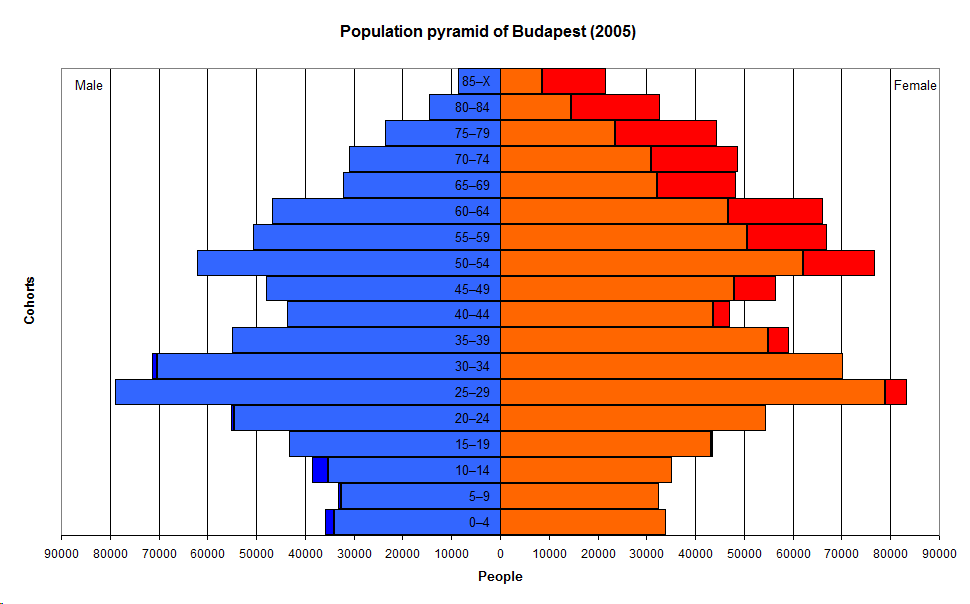
Összehasonlításképpen a 95%-ban nem cigány lakosságú Budapest korfája. Megfigyelhető a születések számának folyamatos csökkenése, a népesség elöregedése.

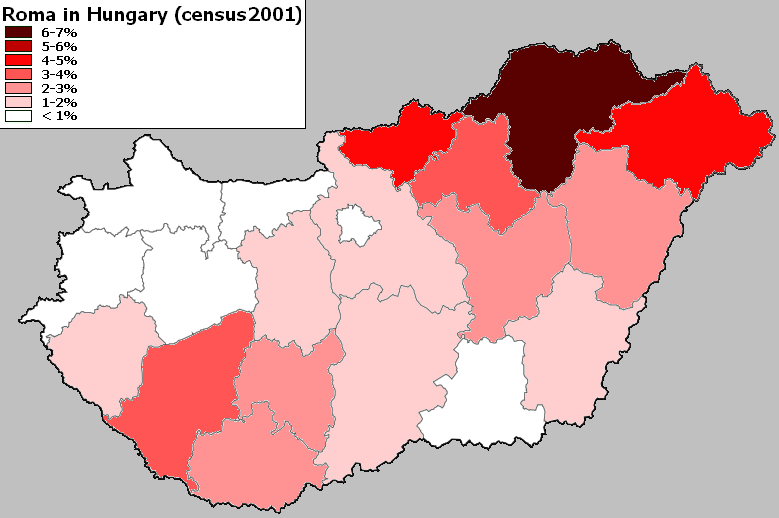
A cigány népesség aránya Magyarországon megyénként a 2001-es népszámlálási adatok szerint – az adatok önbevalláson alapulnak, és jelentősen alulbecsülik a cigányok tényleges arányát

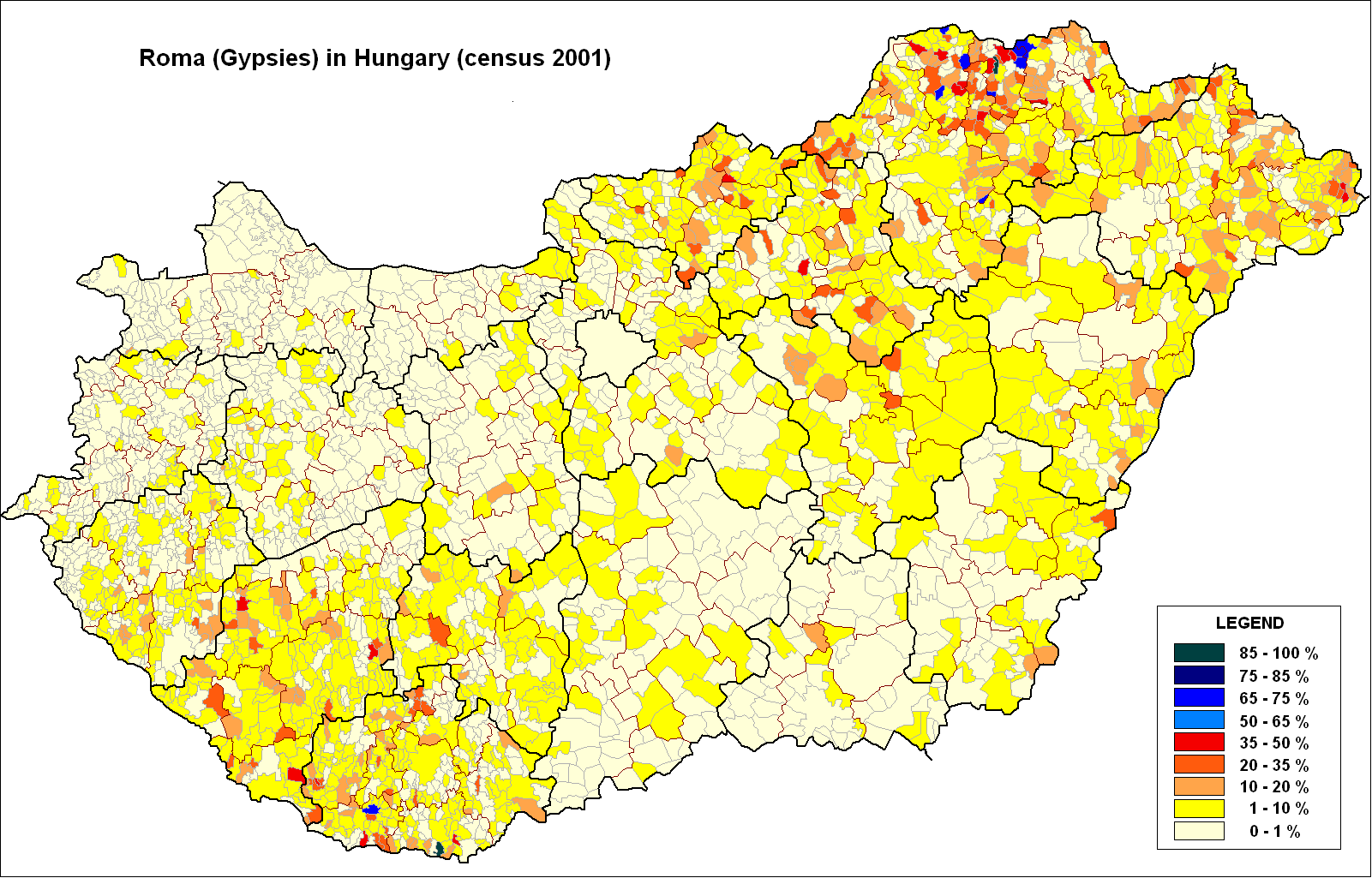
A cigány népesség aránya Magyarországon településenként a 2001-es népszámlálási adatok szerint – az adatok önbevalláson alapulnak, és jelentősen alulbecsülik a cigányok tényleges arányát

A magyarországi cigányok létszámára vonatkozóan eltérő adatokkal rendelkezünk. A hivatalos népszámlálási adatok nagyságrenddel kisebb értéket adnak, mint az egyéb felmérések vagy becslések számai. Ez a jelenség más magyarországi kisebbségek esetében is megfigyelhető. Éppen ezért mind a tudományok, a közélet különböző fórumai valamint a hatóságok, intézmények és egyéb szervezetek nem a népszámlálási, hanem az egyéb mért és becsült adatokkal operálnak.
A magyarországi cigányok létszámát jelenleg (2008.) általában 600-800 000ezer főre becsülik. Ez a lakosság 6-8%-a, arányaiban akkora, mint például a romániai magyaroké. A magyarországi cigányok létszámában és arányában Európa egyik legjelentősebb nemzeti (etnikai) kisebbsége.
| évszám | népszámlálási adat                       | egyéb adat      | adatforrás                        |
| ------ | ---------------------------------------- | --------------- | --------------------------------- |
| 1960   | 56 121 (ebből cigány anyanyelvű 25 633)  |                 |                                   |
| 1967   |                                          | 200 000         | Huttinger becslése                |
| 1970   | 34 957 (csak a cigány anyanyelvűek!)     |                 |                                   |
| 1971   |                                          | 320 000         | Kemény felmérése                  |
| 1980   | 27 915 (csak a cigány anyanyelvűek!)     | 341 000         | a népszámlálók besorolása szerint |
| 1990   | 142 683 (ebből cigány anyanyelvű 48 072) |                 |                                   |
| 1993   |                                          | 500 000 fölötti | Kemény felmérése                  |
| 1994   |                                          | 400 000 fölötti | KSH felmérése                     |
| 2001   | 190 046                                  |                 |                                   |
| 2011   | 315 583                                  |                 |                                   |
| 2018   |                                          | 876 000 körül   | Területi Statisztika 2018/1 – KSH |

A cigányok termékenységi rátája jóval magasabb, mint a nem cigányoké, és fiatalabb korban vállalnak gyermeket, mint a nem cigányokat. Emiatt a cigányok aránya a gyerekek között jóval magasabb, mint a teljes népességen belül. Magyarországon néhány évente felmérik a cigányok arányát az általános iskolai tanulók között. Az északkelet-magyarországi vármegyékben a cigány tanulók aránya kiemelkedő, és a dél-dunántúli vármegyékben is magasabb az országos átlagnál. Településtípus szerint a legtöbb vármegyében a kisebb településeken magasabb a cigány tanulók aránya. Ezek a felmérések nem önbevalláson alapulnak, hanem az egyes általános iskolák saját adatait összesítik, így megbízhatóbbak, mint az önbevalláson alapuló népszámlálási adatok.
| Vármegye               | Falvak | Városok, kivéve a vármegye- székhely | Vármegye- székhely | Összesen |
| ---------------------- | ------ | ------------------------------------ | ------------------ | -------- |
| Bács-Kiskun            | 10,19% | 13,51%                               | 6,56%              | 11,09%   |
| Baranya                | 34,08% | 15,64%                               | 8,81%              | 17,58%   |
| Békés                  | 13,32% | 12,08%                               | 2,74%              | 10,49%   |
| Borsod-Abaúj-Zemplén   | 53,36% | 31,05%                               | 14,48%             | 36,39%   |
| Budapest               | –      | –                                    | –                  | 5,70%    |
| Csongrád-Csanád        | 4,98%  | 5,37%                                | 3,57%              | 4,49%    |
| Fejér                  | 9,07%  | 7,29%                                | 2,44%              | 6,55%    |
| Győr-Moson-Sopron      | 4,72%  | 2,18%                                | 3,26%              | 3,35%    |
| Hajdú-Bihar            | 33,42% | 22,65%                               | 2,42%              | 18,09%   |
| Heves                  | 32,95% | 19,96%                               | 7,47%              | 23,00%   |
| Jász-Nagykun-Szolnok   | 35,54% | 18,53%                               | 8,09%              | 20,83%   |
| Komárom-Esztergom      | 4,74%  | 9,11%                                | 11,39%             | 8,30%    |
| Nógrád                 | 44,21% | 20,80%                               | 25,71%             | 33,83%   |
| Pest                   | 11,52% | 6,87%                                | –*                 | 8,16%    |
| Somogy                 | 34,90% | 15,29%                               | 8,43%              | 20,57%   |
| Szabolcs-Szatmár-Bereg | 47,08% | 27,50%                               | 6,63%              | 31,70%   |
| Tolna                  | 27,12% | 11,35%                               | 6,70%              | 16,08%   |
| Vas                    | 5,23%  | 5,99%                                | 1,43%              | 4,06%    |
| Veszprém               | 10,13% | 8,04%                                | 2,95%              | 7,72%    |
| Zala                   | 23,07% | 7,40%                                | 3,88%              | 11,85%   |
| Összesen               | 26,08% | 13,67%                               | 6,21%              | 14,42%   |

* Pest vármegye székhelye Budapest, de Budapest nem része Pest vármegyének. A Pest vármegyei megyeszékhelyi adatot lásd feljebb, a budapesti adatoknál.

### Viták a demográfiai trendek körül
A 2001. évi népszámlálás 190 046 cigány lakost mutatott ki az Magyarországon. A 2011-es népszámlálás ezzel szemben 315 583 főre teszi a számukat, ennélfogva továbbra is a számuk jelentős növekedése jellemző.
A szociológiai kutatások szerint a cigány lakosságra jellemző az életmódváltás, a városokba irányuló belső migráció és a nyelvcsere. Az oláhcigány és beás származású cigányok nagyobb része – különösen Budapesten és a nagyobb városokban – elődei nyelvét az utóbbi évtizedekben a magyarral cserélte fel. A legújabb felmérések szerint ma már a magyarországi cigányok 90%-a magyar anyanyelvű, és csak 5%-uknak a cigány nyelv és szintén 5%-uknak a román (beás) az anyanyelve. Az oláhcigány származásúak egy része kétnyelvűnek nevezhető, a magyar mellett beszéli a cigány nyelvet is. A nyelvváltás önmagában még nem az asszimiláció jele, hiszen ez a fenti népcsoportok vándorlása során korábban is lezajlott (a román nyelv archaikus dialektusának felvételével), anélkül, hogy identitásbeli változásokkal járt volna.
A 2011-es népszámlálás nemzetiségi hovatartozásra vonatkozó kérdésére 1 398 731 fő nem válaszolt, illetve nem kívánta megadni az adatait. Feltehető, hogy közülük néhány százezer cigány nemzetiségű lehet.[forrás?]

## Nyelv
A magyarországi cigányok csoportjai eltérnek egymástól anyanyelvük szerint. Az oláhcigányok a cigány nyelvet (romani) beszélik. A magyarországi cigány anyanyelvűek mintegy 90%-a a cigány nyelv lovári dialektusát használja. A beáscigányok a beást beszélik, amely a román nyelv archaikus változata.

## Jelképek

### Himnusz
A magyarországi cigányok hivatalosan is elismert himnusza a Gelem, gelem kezdetű nemzetközi cigány himnusz. (Részletesebben lásd: cigány himnusz)
Emellett azonban a magyarországi cigányok körében egy másik költemény két különböző dallamváltozata is himnuszként vált ismertté. Egy Bari Károly által gyűjtött népmese alapján Varga Gusztáv írt dalszöveget magyarul, Orsós Jakab pedig beás nyelven. A dallamot a Kalyi Jag együttes szerezte, és Lungoj o drom angla mande („Hosszú az út előttem”) című lemezükön jelent meg Könyörgés címmel. Miután a dal beásul hangzik el, ezért a beások körében azonnal nagy népszerűségre tett szert, és azóta ez a beás himnusz. A dal beás szövege a következő:
| | (Beás nyelvtan-féle írásmód) | (Beás nyelvkönyv-féle írásmód) |
| Pădurè vèrde, pădurè vèrde, Nurocu vine, nurocu mèrge, Gându bate, bubuièşte, Lumè, ţara minşunèşte. Lumè, ţara-i străinu nostru, Că-i băiaşu numa lotru, N-any furat noi numa on cui, Dân crucè lu Dïmizo. Iartă, iartă Dïmizole, Hă ne ièrte lumè, ţara, Ni-ai bătut tu cum ai gândit, Lumè, ţara ni-o înstrănit. | Pădurê vêrdje, pădurê vêrdje, Nuroku vinje, nuroku mêržje, Gyndu batje bubujêštje, Lumê, cara mišjunjêštje. Lumê, cara-j străjinu nostru, Kă-j băjašu numa lotru, N-anj furat noj numa on kuj, Dyn krušje lu Dimizo. Jartă, jartă Dimizolje, Hă nje jêrtje lumê, cara, Nj-aj bătut tu kum aj gyndjit, Lumê, cara nj-o ynstrănjit. | Pădure vergyé, pădure vergyé, Nuroku vinyé, nuroku merzsjé, Gîndu bátyé bubujestyé, Lume, cárá misjunyestyé. Lume, cárá-j sztrăjinu nosztru, Kă-j băjásu numá lotru, N-ány furát noj numá on kuj, Dîn krusje lu Dimizo. Jártă, jártă Dimizolyé, Hă nyé jertyé lume, cárá, Ny-áj bătut tu kum áj gîngyit, Lume, cárá ny-o însztrănyit. |

Ugyanennek a szövegnek a magyar nyelvű változatát egy másik, gyorsabb dallammal dolgozta fel az Ando Drom együttes, amely szintén gyorsan népszerű lett a cigányok körében. Ezt a változatot a nagy nyilvánosság előtt először Horváth Aladár minősítette himnusznak, 1993-ban, az Egerben rendezett cigány polgárjogi tüntetésen. Ennek hatására ezt a dalváltozatot sokan a „magyarországi cigányok himnuszának” tekintik. A dal szövege magyarul így hangzik:
Zöld az erdő, zöld a hegy is

A szerencse jön is, megy is

Gondok kése húsunkba vág

Képmutató lett a világ
Egész világ ellenségünk

Űzött tolvajokként élünk

Nem loptunk mi csak egy szöget

Krisztus vérző tenyeréből
Isten, könyörülj meg nékünk

Ne szenvedjen tovább népünk

Megátkoztál, meg is vertél

Örök csavargóvá tettél
Az utóbbi időben, főként vallásos cigány közösségek az utolsó két sor helyett inkább azt éneklik: Megáldottál, megváltottál, / Országodba befogadtál.

### Zászló

A cigányok zászlaja

A magyarországi cigányok is a nemzetközi cigányok zászlaját tekinti sajátjának. (Lásd a Cigányok szócikket!)

### Ünnepek

#### Történelmi ünnepek
- Roma világnap: április 8.
- Porrajmos emléknap: augusztus 2.

#### Hagyományos ünnepek
- vallásos eredetű családi ünnepek
- búcsúk

#### Újabb ünnepek
- Ederlezi
- fesztiválok

## Kulturális hagyományok
Egységes cigány kultúráról hagyományos értelemben nem beszélhetünk, az egyes csoportok eltérő szokásokkal, hagyományokkal rendelkeznek. Az oláhcigány kultúrára jellemző a sajátos stílusú oláhcigány népdalkincs és oláhcigány néptánc, amely a Kárpát-medencei néptáncok igen régi elemeinek cigány adaptálása.

## Híres magyarországi cigányok

### Előadóművészek

#### Zenészek
- Czinka Panna (1711–1772)
- Banyák Kálmán (hegedűművész, 1927–1993)
- Bacsik Elek (1926–1993) jazzgitáros és jazzhegedűs, multiinstrumentalista (violectra, brácsa, cselló, bőgő, basszusgitár, buzuki)
- Csányi „Matyi” Mátyás (eredetileg Ernő)
- Bihari János (1764–1827)
- Balogh János (1802–1876)
- Boldizsár József (1823–1878)
- Dandi Kis Károly (1909–1969) cigányprímás
- Debreceni Kiss Lajos (cigányprímás) 1902–1951
- Sárközi Ferenc, Kossuth cigány hadnagya”
- Dankó Pista (1858–1903) a magyar zeneművészet prímása
- Rácz Aladár (1886–1958)
- Cziffra György (zongoraművész) (1921–1994)
- Kathy-Horváth Lajos hegedűművész
- Lugosi Tibor klarinétművész
- Lukács Tibor prímás
- Fátyol Misi (1909–1980)
- Babos Gyula
- Pege Aladár
- Snétberger Ferenc gitárművész
- Szakcsi Lakatos Béla
- Varga Gusztáv (Kalyi Jag)
- Orgován Ádám (Tiszabezdéd) gitárművész
- Mága Zoltán
- Ifj. Lugosi Tibor prímás
- Radics Béla
- Homály Ferenc cigányprímás
- Gabora Lajos cigányprímás
- Jónás János nívódíjas cigányprímás (1929 - 2010)

#### Zenekarok
- Járóka Sándor és népi zenekara
- 100 Tagú Cigányzenekar
- Lugosi Gypsy Band Budapest[45]
- Karaván familia[46]
- Rajkó zenekar
- Kalyi Jag
- Ando Drom
- Amaro Trajo (Kovács Máté, Seres Krisztián)
- Fekete vonat
- Ektomorf
- Váradi Roma Café
- Besh o droM
- Bódi Guszti és a Feketeszemek
- Romantic
- Roma Jilo
- Fláre Beás
- Ternipe
- Váradi Roma Café
- Romano Trajo
- Romungro Gipsy Band
- Magna Cum Laude
- Roma Pop
- Parno Graszt

#### Énekesek
- Mező Mihály (Magna Cum Laude)
- Oláh Ibolya
- Kozák László (grófó)
- ifj. Kozák László (kis grófó)
- L.L. Junior
- Nótár Mary
- Molnár Ferenc "Caramel"
- Gáspár László
- Gáspár Győző "Győzike"
- Kunovics Katinka
- Stefano
- Bódi Guszti
- Lakatos Krisztián
- Juhász 'Miczura' Mónika
- Palya Bea
- Kicsi Tyson (Váradi József)
- Oláh Gergő
- Radics Gigi
- Kis Grófo
- Ruszó Tibor
- Kökény Attila
- Lugosi Kati
- Pápai Joci

#### Magyarnóta énekesek
- Bangó Margit
- Horvát Pista
- Horváth Tamás

#### Színészek
- Csányi Sándor
- Farkas Dénes
- Farkas Franciska

### Képzőművészek
- Balázs János
- Balázs Gusztáv
- Balogh Balázs András
- Balogh Tibor
- Bari Janó
- Bódi Barbara
- Farkas Ervin
- Gyügyi Ödön
- Káli-Horváth Kálmán
- Kökény Róbert
- id. Kun Pál
- Szentandrássy István
- Péli Tamás
- Túró Zoltán
- Vári Zsolt
- Roma Galéria

### Írók, költők
- Bari Károly
- Lakatos Menyhért
- Varga Ilona
- Csík Ferenc
- Choli Daróczi József
- Rostás-Farkas György
- Osztojkán Béla
- Holdosi József
- Jónás Tamás
- Kovács József Hontalan

### Forradalmárok
- Dilinkó Gábor
- Szabó Ilonka
- Molnár Angelika

### Politikusok
- Farkas Flórián
- Hága Antónia
- Horváth Aladár
- Járóka Lívia (EU parlamenti képviselő)
- Kolompár Orbán
- Mohácsi Viktória (2004-2009-ig EU parlamenti képviselő)
- Katonáné Kállai Katalin NKÖM, roma ügyekért felelős miniszteri biztos
- Kánya László Vasvár és Térsége Cigány Érdekvédelmi Egyesület elnöke
- Rónavölgyi Sándor jogvédő (A Magyarországi Cigányok Európai Uniós Szövetségének országos és EU-s elnöke)

### Sportolók
- Farkas János labdarúgó
- Farkas Rajmund birkózó[47]
- Pisont István labdarúgó
- Kótai Mihály (boxoló)
- Zsiga Melinda (kick-box világbajnok)

## Cigány tematikájú összefoglaló szócikkek
- Cigány nemzeti jelképek
- Cigány népcsoportok
- Cigány nyelv
- Cigányok
- Cigány ünnepek

#### Szakirodalom
- Kemény István (szerk.): A magyarországi romák (Változó Világ 31., Budapest, 2000)
- Roma szociológiai tanulmányok. – Periférián. Ariadne Alapítvány 1997.
- Az élet legárnyékosabb oldaláról - Özv. Szabó Ferencné feljegyzései, Jószöveg műhely, 2009
- Forray R. Katalin, Hegedűs T. András: Cigány gyermekek szocializációja, Aula 559 Kiadó
- Ligeti György: Cigány népismeret tankönyv a 7-12. osztály számára, Konsept-H Kiadó
- Burka Viktória, Dupcsik Csaba, ...: Kisebbségek kisebbsége - A magyarországi cigányok emberi és politikai jogai, Új Mandátum Könyvkiadó, Budapest, 2005
- Csík Ferenc Ahol a nap is megfordítja szekerét-Kereszt amelyet ránk hagyott az ég,/Eger Varga lap kiadó)Helytörténetek Tarnazsadány.
- Csemer Géza: A legfinomabb cigány ételek - A Kárpát-medencében élő romák ételei, főzési szokásai, kultúrája, Fantastico Kiadó, Budapest, 2003
- Juhász Júlia: Találkoztam boldoguló cigányokkal is, Taninfo Kiadó, Budapest, 2003
- Havas Gábor, Kemény István, ...: Cigány gyerekek az általános iskolában, Oktatáskutató Intézet-Új Mandátum Könyvkiadó, Budapest, 2002
- Fiáth Titanilla, Kovai Melinda, ...: A romák esélyei Magyarországon - Aluliskolázottság és munkaerőpiac - a cigány népesség esélyei Magyarországon, Kávé Kiadó-Delphoi Consulting, 2002
- Farkas Márta, Simon Tibor, ...: A cigányság a második világháború idején (1939-1945) - Az üldöztetés tanintézeti feldolgozásához, Velcsov Bt., Budapest, 2002
- Diósi Ágnes: Szemtől szemben a magyarországi cigánysággal, Pont Kiadó, Budapest, 2002
- Beke Kata, Bernáth Gábor, ...: Cigánynak születni - Tanulmányok, dokumentumok, Aktív Társadalom Alapítvány-Új Mandátum Könyvkiadó, Budapest, 2000

#### Szépirodalom
- Arany János: A nagyidai cigányok, A bajusz - ELTE - Magyar irodalom: Szöveggyűjtemény
- Jókai Mór: Cigánybáró – regény (Szaffi)
- Ady Endre: Répakapálás, Történetek egy temetőből
- Babits Mihály: Cigánydal - Nyugat, 1911. 17. szám
- Bársony János: Cigány mesék (Móra Ferenc Könyvkiadó, Budapest, 2007) ISBN 9789631183856
- Csenki Sándor: A cigány meg a sárkány (püspökladányi cigány mesék) (Európa Könyvkiadó, Budapest, 1974) ISBN 9630702274